# Campionat d'Europa de billar de carambola quadre 47/1
El Campionat d'Europa de billar de carambola quadre 47/1 (fins 1948 quadre 45/1) fou una competició de billar. Inicialment fou organitzada per la Union Internationale des Fédérations des Amateurs de Billard (UIFAB) i des de 1958 per la CEB (Confédération Européenne de Billard).

## Historial

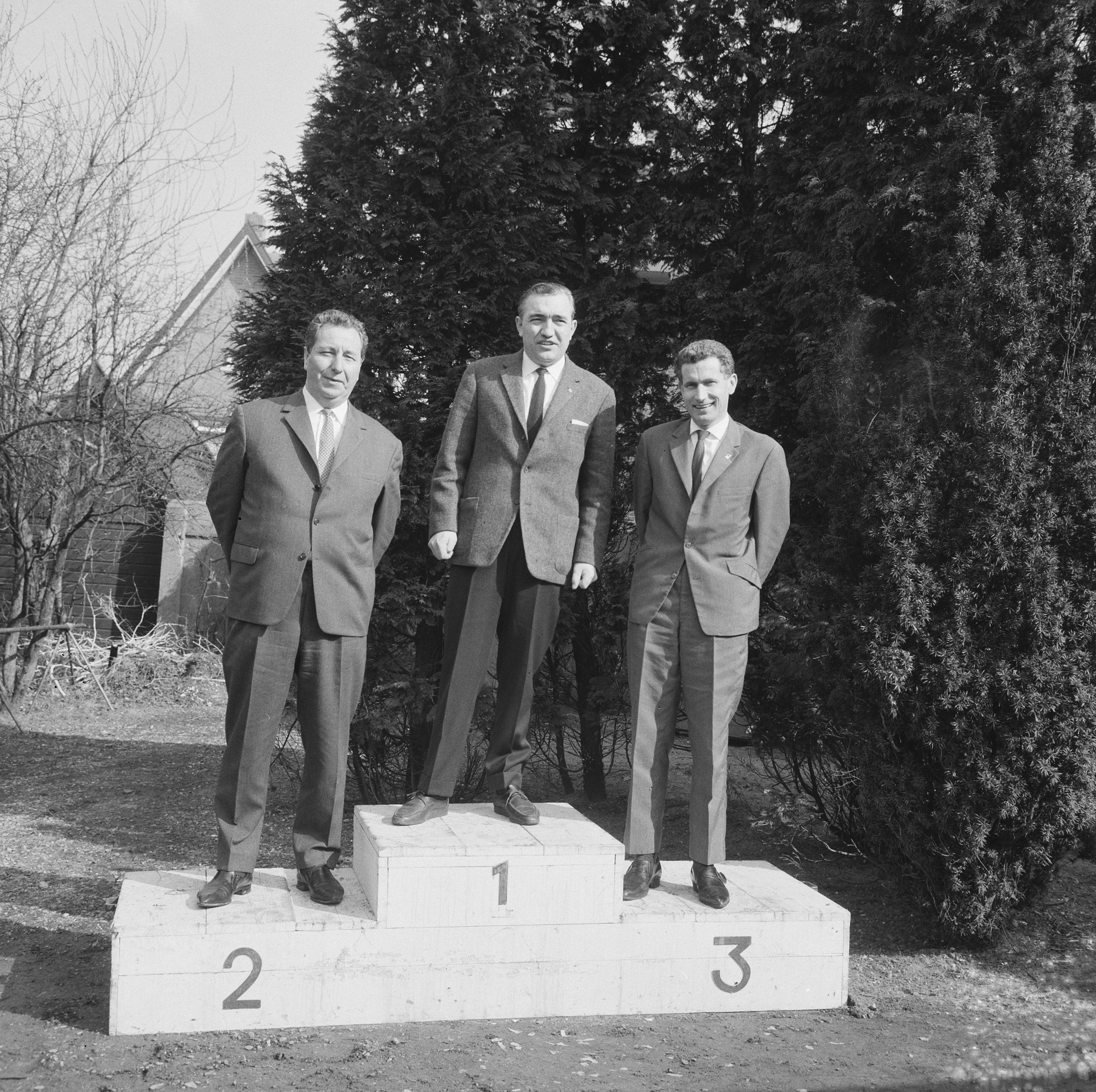
Campions de 1965.

Font:
Llegenda
 Campionat disputat en modalitat 45/1 
| Num. | Any  | Seu               | Campió             | P.    | Finalista              | P.    |
| ---- | ---- | ----------------- | ------------------ | ----- | ---------------------- | ----- |
| 01   | 1932 | París             | Jean Albert        | 12,74 | Jacques Davin          | 15,04 |
| 02   | 1947 | Montpeller        | Piet de Leeuw      | 25,96 | Jean Albert            | 12,98 |
| 03   | 1948 | Amsterdam         | Piet de Leeuw      | 25,92 | Piet van de Pol        | 19,14 |
| 04   | 1953 | Metz              | Piet van de Pol    | 11,92 | Clément van Hassel     | 11,47 |
| 05   | 1960 | Lieja             | Emile Wafflard     | 23,07 | Joseph Vervest         | 21,76 |
| 06   | 1962 | Nijmegen          | Laurent Boulanger  | 17,39 | Antoine Schrauwen      | 22,78 |
| 07   | 1963 | Sant Sebastià     | José Gálvez        | 15,80 | Laurent Boulanger      | 11,99 |
| 08   | 1964 | Düren             | Antoine Schrauwen  | 16,26 | Henk Scholte           | 15,88 |
| 09   | 1965 | Apeldoorn         | Laurent Boulanger  | 17,66 | Tini Wijnen            | 19,61 |
| 10   | 1966 | Zwanenburg        | Jean Marty         | 25,64 | Laurent Boulanger      | 18,44 |
| 11   | 1967 | Marcq-en-Barœul   | Jean Marty         | 35,00 | Antoine Schrauwen      | 26,33 |
| 12   | 1969 | Maassluis         | Dieter Müller      | 19,26 | Hans Vultink           | 26,02 |
| 13   | 1970 | Duisburg          | Dieter Müller      | 23,86 | Roland Dufetelle       | 18,86 |
| 14   | 1973 | Granollers        | José Gálvez        | 22,82 | Dieter Müller          | 21,30 |
| 15   | 1974 | Düsseldorf        | Hans Vultink       | 21,21 | Raymond Ceulemans      | 22,68 |
| 16   | 1975 | Beverwijk         | Dieter Müller      | 27,20 | Hans Vultink           | 33,03 |
| 17   | 1976 | Duisburg          | Raymond Ceulemans  | 24,63 | Francis Connesson      | 25,15 |
| 18   | 1977 | Nancy             | Ludo Dielis        | 41,68 | Dieter Müller          | 33,58 |
| 19   | 1978 | Heeswijk-Dinther  | Francis Connesson  | 28,35 | Christ van der Smissen | 29,66 |
| 20   | 1979 | Aix-les-Bains     | Ludo Dielis        | 29,10 | Klaus Hose             | 28,55 |
| 21   | 1980 | Terneuzen         | Ludo Dielis        | 38,57 | Francis Connesson      | 38,00 |
| 22   | 1981 | Moyeuvre-Grande   | Fonsy Grethen      | 21,42 | Ludo Dielis            | 22,88 |
| 23   | 1982 | Lucerna           | Thomas Wildförster | 33,33 | Francis Connesson      | 37,34 |
| 24   | 1984 | Odense            | Marco Zanetti      | 21,54 | Willy Wesenbeek        | 15,70 |
| 25   | 1986 | Baden             | Wolfgang Zenkner   | 33,33 | Marco Zanetti          | 32,43 |
| 26   | 1990 | Sint Annaparochie | Fonsy Grethen      | 21,81 | Thomas Wildförster     | 14,28 |
| 27   | 1991 | Ieper             | Peter de Backer    | 17,89 | Thomas Wildförster     | 16,79 |
| 28   | 1992 | Bad Mondorf       | Stephan Horvath    | 18,83 | Frédéric Caudron       | 28,44 |
| 29   | 1993 | Bad Mondorf       | Fabian Blondeel    | 24,31 | Martin Horn            | 21,92 |
| 30   | 1994 | Viena             | Peter de Backer    | 29,13 | Stephan Horvath        | 32,14 |
| 31   | 1996 | L'Haÿ-les-Roses   | Martin Horn        | 26,17 | Peter de Backer        | 16,60 |
| 32   | 2004 | Hoeselt           | Frédéric Caudron   | 56,81 | Patrick Niessen        | 58,33 |